# Henry Folland
Henry Philip Folland OBE (ur. 22 stycznia 1889, zm. 5 września 1954) − brytyjski konstruktor lotniczy, założyciel firmy Folland Aircraft.

## Życiorys
Uczył się mechaniki samochodowej, praktykując w kilku firmach, aby w 1912 roku rozpocząć pracę w Royal Aircraft Factory w Farnborough. Tam był głównym konstruktorem takich maszyn jak RAF F.E.2b i RAF S.E.4 oraz sławnego myśliwca RAF S.E.5, jednego z głównych samolotów Royal Flying Corps podczas I wojny światowej.
Następnie przeniósł się do wytwórni Nieuport & General Aircraft, gdzie zbudował myśliwiec Nieuport Nighthawk i trójsilnikowy bombowiec Nieuport London. W 1921 roku przeniósł się do firmy Gloster Aircraft Company, dla której zaprojektował szereg udanych samolotów: wyścigowe łodzie latające Gloster II i III, dwupłatowe myśliwce Grebe, Gamecock, Gambet, Goldfinch, Gauntlet i wreszcie Gladiator oraz prototypowy jednopłatowiec Gloster F.5/34.
Folland był postrzegany głównie jako konstruktor szybkich myśliwców, ale przygotowywał też dla Glostera projekty maszyn transportowych: Mars VIII, o projektowanej nośności jednej tony lub 9 pasażerów i mniejszy Mars IX (7 pasażerów) miały mieć zasięg powyżej 600 km. Wyścigowy samolot Bamel, rozwinięty z myśliwca Nighthawk, trzykrotnie (w latach 1921, 1922 i 1923) wygrywał zawody Air Derby. Inne maszyny wyścigowe Folleta, wodnosamoloty Gloster III i IV uczestniczyły w zawodach Schneider Trophy; w 1927 roku Gloster IV osiągnął rekordowe (dla dwupłatowego wodnosamolotu) 443 km/h, zanim musiał się wycofać z powodu awarii.
W 1937 roku, gdy firmę Gloster przejęła wytwórnia Hawker Aircraft, Folland, sfrustrowany niemożnością zbudowania maszyny, która odniesie sukces w rządowym przetargu, oraz obawiając się, że Hawker będzie preferował konstrukcje Sydneya Camma, założył własną firmę, przejmując British Marine Aircraft Limited i przemianowując ją na Folland Aircraft.
W 1951 roku, ze względu na pogarszający się stan zdrowia, zrezygnował z kierowania wytwórnią, zachował jednak miejsce w radzie nadzorczej. Zmarł trzy lata później, po długiej chorobie. Był członkiem Royal Aeronautical Society i Royal Society of Arts